# Stade municipal Bou Ali-Lahouar
 (décembre 2020).
Si vous disposez d'ouvrages ou d'articles de référence ou si vous connaissez des sites web de qualité traitant du thème abordé ici, merci de compléter l'article en donnant les références utiles à sa vérifiabilité et en les liant à la section « Notes et références ».
Le stade municipal Bou Ali-Lahouar (arabe : الملعب البلدي بوعلي لحوار) est un stade sportif multidisciplinaire de Hammam Sousse (Tunisie).
Il accueille les matchs de l'Espoir sportif de Hammam Sousse. Sa capacité d'accueil est de 6 500 spectateurs.

## Histoire
Durant la Coupe d'Afrique des nations 1965, il a accueilli un match opposant le Ghana à la RD Congo (5-2).